# Wells Fargo Plaza (Houston)
Wells Fargo Plaza ist der Name des zweithöchsten Wolkenkratzers der Stadt Houston (nach dem 305 Meter hohen JPMorgan Chase Tower). Er liegt zurzeit auf Platz 34 der höchsten Gebäude der Vereinigten Staaten. Der 302 Meter hohe Wolkenkratzer wurde von dem Architekturbüro Skidmore, Owings and Merrill entworfen und zwischen 1979 und 1983 errichtet.
Da er sich zunächst im Eigentum der Allied Bank befand, war er erst als Allied Bank Plaza bekannt, durch Übernahme durch die First Interstate Bank wandelte sich der Name in First Interstate Bank Plaza, die dann wiederum mit der Wells Fargo fusionierte, wodurch der Komplex seinen heutigen Namen erhielt.

## Weblinks

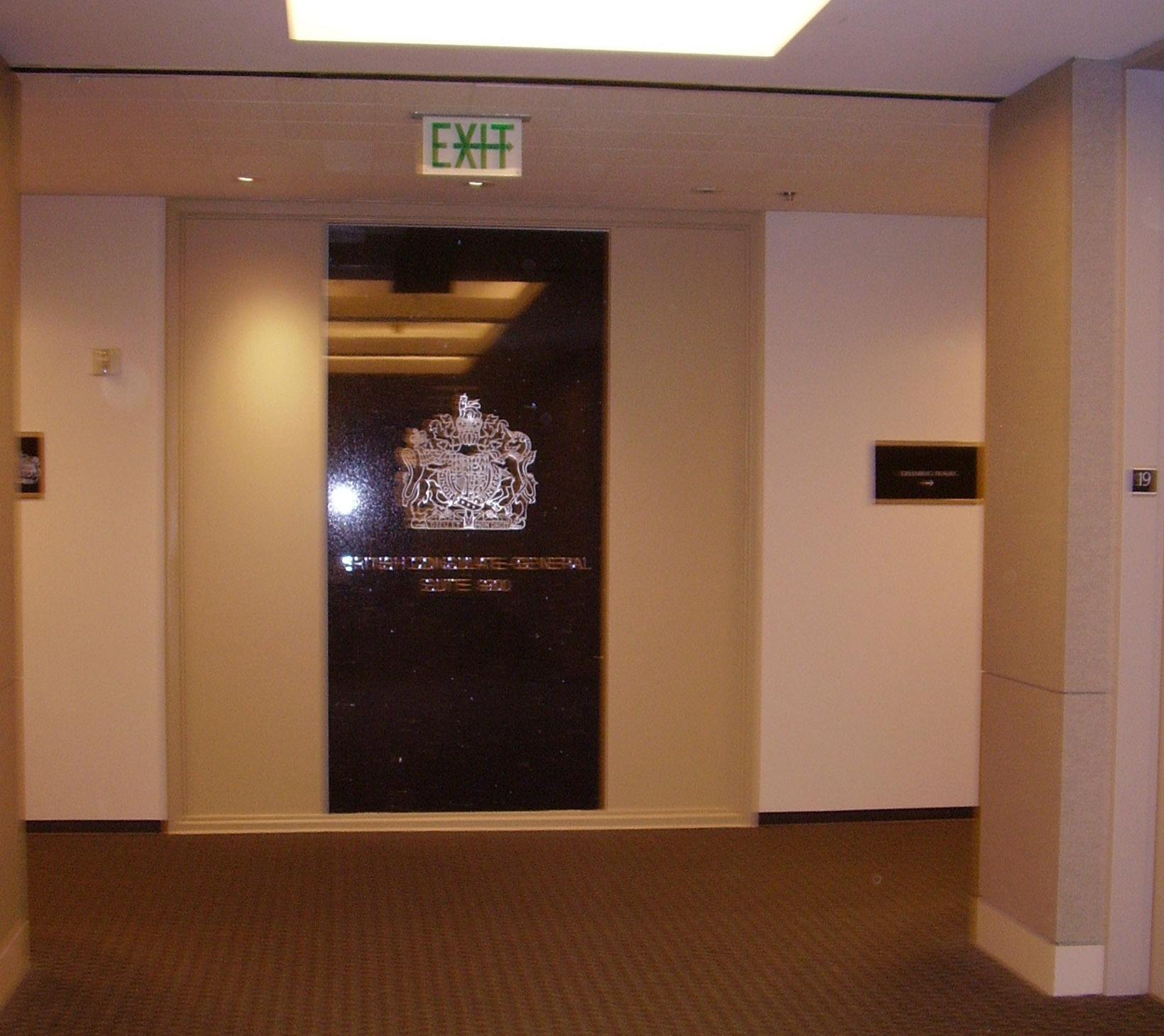
Innenansicht